# Vasilios III.

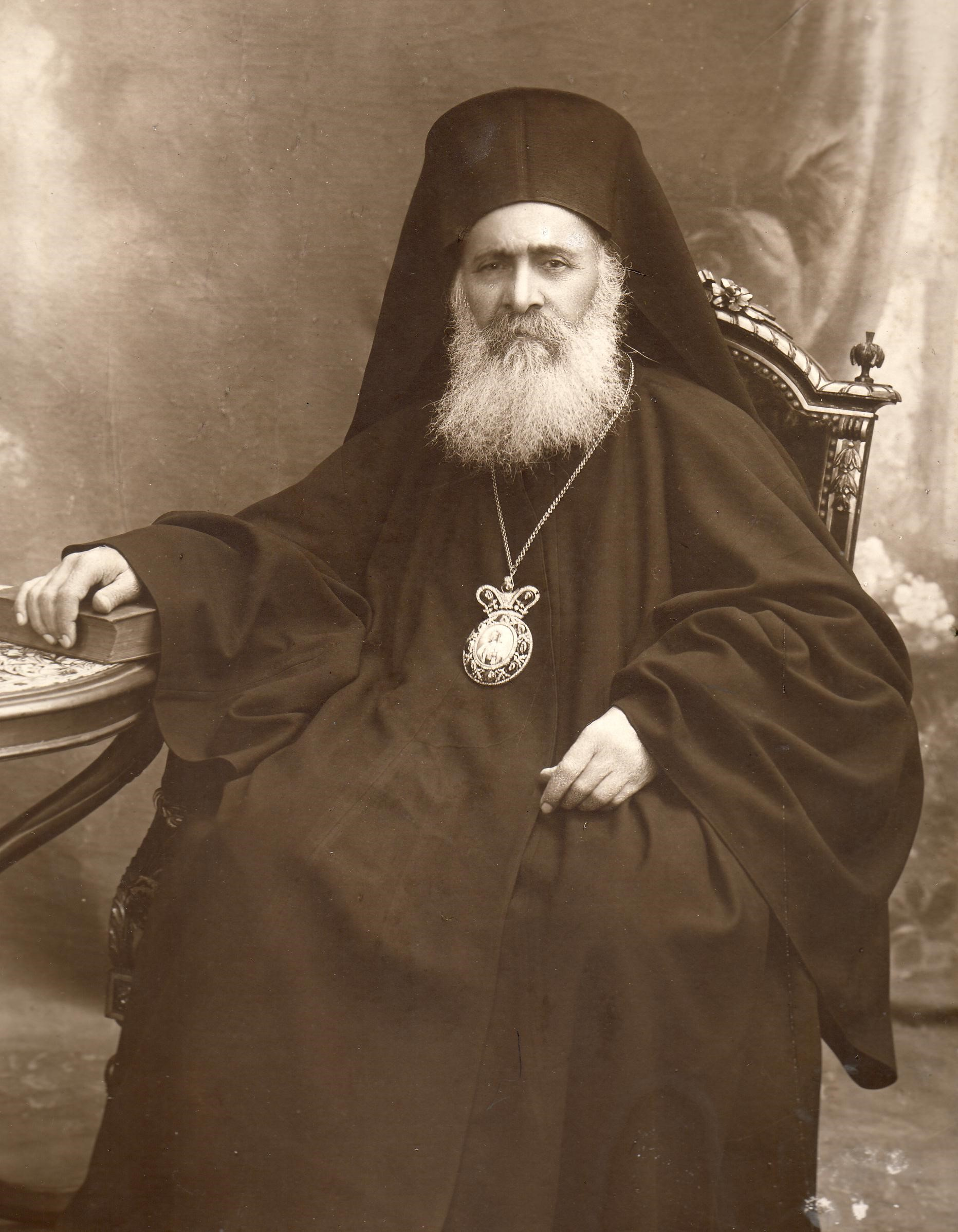
Vasilios III.

Vasilios III. oder Basileios III. (Βασίλειος Γ΄), weltlich Vasilios Georgiadis (Βασίλειος Γεωργιάδης; * 1846 in Skutari; † 29. September 1929 in Istanbul) war Patriarch von Konstantinopel (1925–1929).

## Leben
Vasilios wurde 1846 in Skutari (Chrysopolis) geboren. Er studierte Theologie und Philologie an der Universität Athen bis 1871. Von 1872 bis 1880 war er Dozent am Theologischen Seminar auf Chalkis für Hermeneutik, Altes und Neues Testament und Hebräische Sprache. Danach war er in Rom, Berlin, Leipzig, London und Wien zu Studien- und Arbeitsaufenthalten. 1884 wurde er Doktor der Philosophie an der Ludwig-Maximilians-Universität München.
Er kehrte nach Konstantinopel zurück und wurde Direktor des Geistlichen Seminars des Patriarchats in Balat. Im Dezember 1884 wurde er zum Diakon und Priester geweiht.
1896 war er Mitglied der Delegation des Patriarchats von Konstantinopel bei der Krönung von Zar Nikolai II.
1889 wurde er Metropolit von Anchialos, 1909 von Pelagonien. 1910 Metropolit von Nikaia. 1923 musste er wie viele Griechen Kleinasien verlassen.
Am 13. Juli 1925 wurde er von der Heiligen Synode zum Patriarchen von Konstantinopel gewählt. 1928 erklärte er den Anspruch des Patriarchats von Konstantinopel auf kirchliche Rechtshoheit über alle orthodoxen Patriarchate. In der Realität wurde dieser Anspruch nur vom Patriarchat Alexandrien (für die orthodoxen Gemeinden Afrikas) anerkannt. 1929 wurde dieser Anspruch auch in einem Vertrag mit der Kirche von Griechenland umgesetzt.
Er starb am 29. September 1929 in Istanbul.